# Apospasta intricata
Apospasta intricata là một loài bướm đêm trong họ Noctuidae.